# Большая Леушинка
Большая Леушинка — река в Ханты-Мансийском АО России. Устье реки находится в 35 км по правому берегу реки Леушинка. Длина реки составляет 70 км. Высота истока — 84 м над уровнем моря.

## Данные водного реестра
По данным государственного водного реестра России относится к Иртышскому бассейновому округу, водохозяйственный участок реки — Конда, речной подбассейн реки — Конда. Речной бассейн реки — Иртыш.